# Varaždin
Varaždin er en by i det nordlige Kroatien, med et indbyggertal (pr. 2001) på ca. 49.000. Byen ligger ved bredden af floden Drava, tæt på grænsen til nabolandet Slovenien.